# جاركو كنيجفيتش
جاركو كنيجفيتش مواليد 17 يوليو 1947 في جمهورية يوغوسلافيا الاشتراكية الاتحادية، هو لاعب كرة سلة مونتينيغري سابق. مثّل منتخب بلاده. شارك في دورة الألعاب الأولمبية الصيفية سنة 1972. لعب مع نادي بارتيزان لكرة السلة وفنربخشة لكرة السلة.

## سجل المنافسة
شارك في المنافسات التالية:
- بطولة أمم أوروبا لكرة السلة 1971
- بطولة أمم أوروبا لكرة السلة 1973
- الألعاب الأولمبية الصيفية 1972

## روابط خارجية
- جاركو كنيجفيتش على موقع الاتحاد الدولي لكرة السلة (الإنجليزية)
- جاركو كنيجفيتش على موقع سبورتس رفرنس (الإنجليزية)
- جاركو كنيجفيتش على موقع أوليمبيديا (الإنجليزية)